# Cinco de Mayo (Juárez)
Cinco de Mayo es una localidad del municipio de Juárez ubicado en el noroeste del estado mexicano de Chiapas.

## Geografía
La localidad de Cinco de Mayo se sitúa en las coordenadas geográficas 17°40′26″N 93°13′32″O / 17.673889, -93.225556, a una elevación de 61 metros sobre el nivel del mar.

## Demografía
Según el Conteo de Población y Vivienda 2005, efectuado por el Instituto Nacional de Estadística y Geografía, Cinco de Mayo tenía 202 habitantes, en 2010 la población era de 264 habitantes, y para 2020 había 252 habitantes, de los cuales 129 son del sexo masculino y 123 del sexo femenino.
| Gráfica de evolución demográfica de Cinco de Mayo entre 2005 y 2020 |
|                                                                     |
| INEGI.                                                              |